# Женская сборная Австрии по хоккею на траве
Женская сборная Австрии по хоккею на траве — женская сборная по хоккею на траве, представляющая Австрию на международной арене. Управляющим органом сборной выступает Федерация хоккея на траве Австрии (нем. Österreichischer Hockey Verband, англ. Austria Hockey Federation).
Сборная занимает (по состоянию на 1 января 2015) 27-е место в рейтинге Международной федерации хоккея на траве (FIH).

## Результаты выступлений
Летние Олимпийские игры
- 1908—1976 — не участвовали
- 1980 — 5-е место
- 1984—2012 — не участвовали

Чемпионат мира
- 1974 — 8-е место
- 1976 — 9-е место
- 1978 — не участвовали
- 1981 — 12-е место
- 1983—2014 — не участвовали

Чемпионат Европы
- 1984 — 11-е место
- 1987 — 12-е место
- 1991 — 11-е место
- 1995—2015 — не участвовали

Hockey Champions Challenge II
- 2009 — не участвовали
- 2011 — 8-е место

Мировая лига
- 2012/13 — 24-е место
- 2014/15 —

Чемпионат мира по индорхоккею
- 2003 — 7-е место
- 2007 — 7-е место
- 2011 — 7-е место
- 2015 —